# Kanton Saint-Flour-2
Der Kanton Saint-Flour-2 ist ein französischer Wahlkreis im Département Cantal und in der Region Auvergne-Rhône-Alpes. Er umfasst einen Teilbereich der Stadt Saint-Flour und 16 weitere Gemeinden im Arrondissement Saint-Flour. Bei der landesweiten Neuordnung der französischen Kantone wurde er 2015 neu geschaffen.

## Gemeinden
Der Kanton besteht aus 17 Gemeinden mit insgesamt 9185 Einwohnern (Stand: 1. Januar 2022) auf einer Gesamtfläche von 376,36 km²:
| Gemeinde                    | Einwohner 1. Januar 2022 | Fläche km² | Dichte Einw./km² | Code INSEE | Postleitzahl |
| --------------------------- | ------------------------ | ---------- | ---------------- | ---------- | ------------ |
| Brezons                     | 179                      | 43,20      | 4                | 15026      | 15230        |
| Cézens                      | 217                      | 31,82      | 7                | 15033      | 15230        |
| Cussac                      | 120                      | 13,68      | 9                | 15059      | 15430        |
| Gourdièges                  | 68                       | 8,46       | 8                | 15077      | 15230        |
| Lacapelle-Barrès            | 59                       | 6,30       | 9                | 15086      | 15230        |
| Les Ternes                  | 567                      | 19,13      | 30               | 15235      | 15100        |
| Malbo                       | 89                       | 29,34      | 3                | 15112      | 15230        |
| Narnhac                     | 68                       | 10,29      | 7                | 15139      | 15230        |
| Paulhac                     | 434                      | 46,92      | 9                | 15148      | 15430        |
| Paulhenc                    | 258                      | 23,69      | 11               | 15149      | 15230        |
| Pierrefort                  | 891                      | 24,59      | 36               | 15152      | 15230        |
| Saint-Flour                 | 4.571                    | 10,70      | 427              | 15187      | 15100        |
| Sainte-Marie                | 103                      | 17,87      | 6                | 15198      | 15230        |
| Saint-Martin-sous-Vigouroux | 219                      | 19,29      | 11               | 15201      | 15230        |
| Tanavelle                   | 220                      | 13,58      | 16               | 15232      | 15100        |
| Valuéjols                   | 578                      | 38,51      | 15               | 15248      | 15300        |
| Villedieu                   | 544                      | 18,99      | 29               | 15262      | 15100        |
| Kanton Saint-Flour-2        | 9.185                    | 376,36     | 24               | 1512       | –            |

1. ↑   Nur der südwestliche Teil der Gemeinde, der Rest gehört zum Kanton Saint-Flour-1.

## Veränderungen im Gemeindebestand seit der landesweiten Neuordnung der Kantone
2017: Fusion Lavastrie (Kanton Neuvéglise), Neuvéglise (Kanton Neuvéglise), Oradour und Sériers → Neuvéglise-sur-Truyère

## Politik
| Vertreter im Departementrat | Vertreter im Departementrat        | Vertreter im Departementrat |
| Amtszeit                    | Namen                              | Partei                      |
| --------------------------- | ---------------------------------- | --------------------------- |
| 2015–2021                   | Christiane Meyroneinc Gérard Salat | PS                          |
| 2021–                       | Sophie Bénézit Christophe Vidal    | DVD UDI                     |